# Björn Anklev
Björn Anklev est un joueur de football suédois né le 13 avril 1979. Polyvalent, Anklev peut jouer en défense, au milieu ou en attaque, même si cette dernière option est de plus en plus rare. Il est actuellement sous contrat avec le club suédois d'Örgryte IS.

## Biographie

### Les débuts
Anklev commence sa carrière dans le petit club de l'IK Tun, à quelques kilomètres de Nyköping. Vers ses 10 ans, il déménage et s'inscrit dans le club de Vrena IF avant d'être contacté en 1994 par Nyköping BIS, le club le plus populaire de la ville. Là bas, il joue le plus souvent dans l'équipe jeune, jusqu'à ses 17 ans où il intègre l'équipe première, qui évolue en Div.5. En 1998/1999, il part faire son service militaire puis réintègre Nyköping BIS. D'abord positionné au milieu de terrain ou en attaque chez les jeunes, il se retrouve à jouer défenseur droit avec les A pendant une ou deux saisons parce qu'il n'y a personne pour occuper ce poste. En 2002, alors que son club joue le maintien, ses dirigeants cherchent à engager un attaquant. Son gardien de but de l'époque se rappelle alors qu'il était attaquant et propose de le positionner en pointe. Il marque 8 buts durant l'automne 2002 et permettra à son club de rester en Div. 5. La saison suivante, il devient le meilleur buteur du championnat en marquant 28 buts durant la saison. Sa performance attire l'attention de plus grands clubs. À l'automne 2003, il est notamment contacté par Janne Andersson, alors entraîneur-adjoint à Halmstad, qui lui propose de faire un essai avec le club. Après deux matchs face aux réserves d'Örgryte IS et de Malmö FF, il s'engage officiellement avec Halmstad. Le club change alors d'entraîneur, mais c'est Janne Andersson qui prend la succession de Jonas Thern. Et ce dernier a toute confiance en Anklev pour s'imposer à HBK. 

### Halmstads BK
Il joue son premier match sous les couleurs d'HBK le 9 mai 2004, à domicile face à Landskrona BoIS en remplaçant Sharbel Touma à la 61e minute du match. À l'occasion de cette rencontre, il inscrit également son premier but pour Halmstad (victoire finale 5-3). Pour sa première année au club, Halmstads BK réalise une superbe saison et perd le titre lors de l'ultime journée de championnat en faisant match nul à domicile face au troisième du championnat, l'IFK Göteborg. Cette saison-là, Anklev joue 17 rencontres (7 en tant que titulaire) dont la majorité au poste de milieu droit.
La saison suivante, il redescend d'un cran pour évoluer défenseur droit, le club devant faire face à plusieurs indisponibilités dans ce secteur de jeu. Il participera à 23 rencontres dont 9 comme titulaire inscrivant 1 but (son troisième et dernier sous ce maillot) lors de l'avant dernière journée à l'occasion d'une victoire facile face à Assyriska FF (5-0, Anklev marque le but du 3-0 à la 39e minute).
En 2006, Björn ne disputera aucun match en raison d'une rupture des ligaments croisés contractée avant même le début de la saison. Cette blessure pourrie également la saison 2007 du joueur qui ne dispute que 19 matchs cette année-là, tous comme remplaçant. Désireux de retrouver une place de titulaire, il profite de la fin de son contrat pour quitter Halmstad pour rejoindre gratuitement Örgryte IS, à l'échelon inférieur avec à la clef un contrat de deux saisons.

### Örgryte IS
À Örgryte IS, il est tout de suite considéré comme l'un des cadres de l'équipe et dispute dès sa première saison 29 des 30 matchs de championnat, tous comme titulaire. Il marque également 11 buts (meilleur buteur du club) et fait partie des grands artisans du titre de champion de Superettan obtenu en fin de saison.
Lors de la saison 2009, il connait moins la réussite (1 but) mais joue toujours autant (26 matchs). Toutefois, son club ne parvient pas à se maintenir en Allsvenskan, tout comme Hammarby IF pourtant sacré champion quelques saisons plus tôt. 
En 2010, il devient capitaine d'Örgryte et prolonge son contrat pour deux saisons supplémentaires. Auteur d'une bonne saison à titre personnel (7 buts et 3 passes décisives en 28 matchs), il ne parvient malgré tout pas à faire remonter son club qui doit se contenter d'une triste 9e place, un point derrière Hammarby IF (8e), l'autre relégué de la saison précédente.

### BK Häcken
Le 15 décembre 2010, il quitte Örgryte IS pour le BK Häcken avec qui il s'engage pour trois saisons.

## Palmarès
- Vice-champion d'Allsvenskan : 2004 (Halmstads BK)
- Champion de Superettan : 2008 (Örgryte IS)
- Meilleur buteur de Div 5 : 2003 (Nyköping BIS)